# جيمس برنس
جيمس برنس (بالإنجليزية: James Prince)‏ (31 أكتوبر 1964 - ) هو ملاكم أمريكي.

## روابط خارجية
- جيمس برنس على موقع IMDb (الإنجليزية)
- جيمس برنس على موقع روتن توميتوز (الإنجليزية)
- جيمس برنس على موقع ميوزك برينز (الإنجليزية)
- جيمس برنس على موقع ميوزك برينز (الإنجليزية)
- جيمس برنس على موقع ديسكوغز (الإنجليزية)